# 霍普夫加滕
霍普夫加滕（德語：Hopfgarten，發音：[ˈhɔpfˌɡaʁtn̩]）是德国图林根州魏玛地区县曾经的一个市镇，面积9.11平方千米，2017年12月31日人口为671人。2019年12月31日，霍普夫加滕所属的格拉默河谷管理共同体解散，其与另外8个成员市镇合并为新市镇格拉默塔尔。